# Estátua de José Silvestre Ribeiro

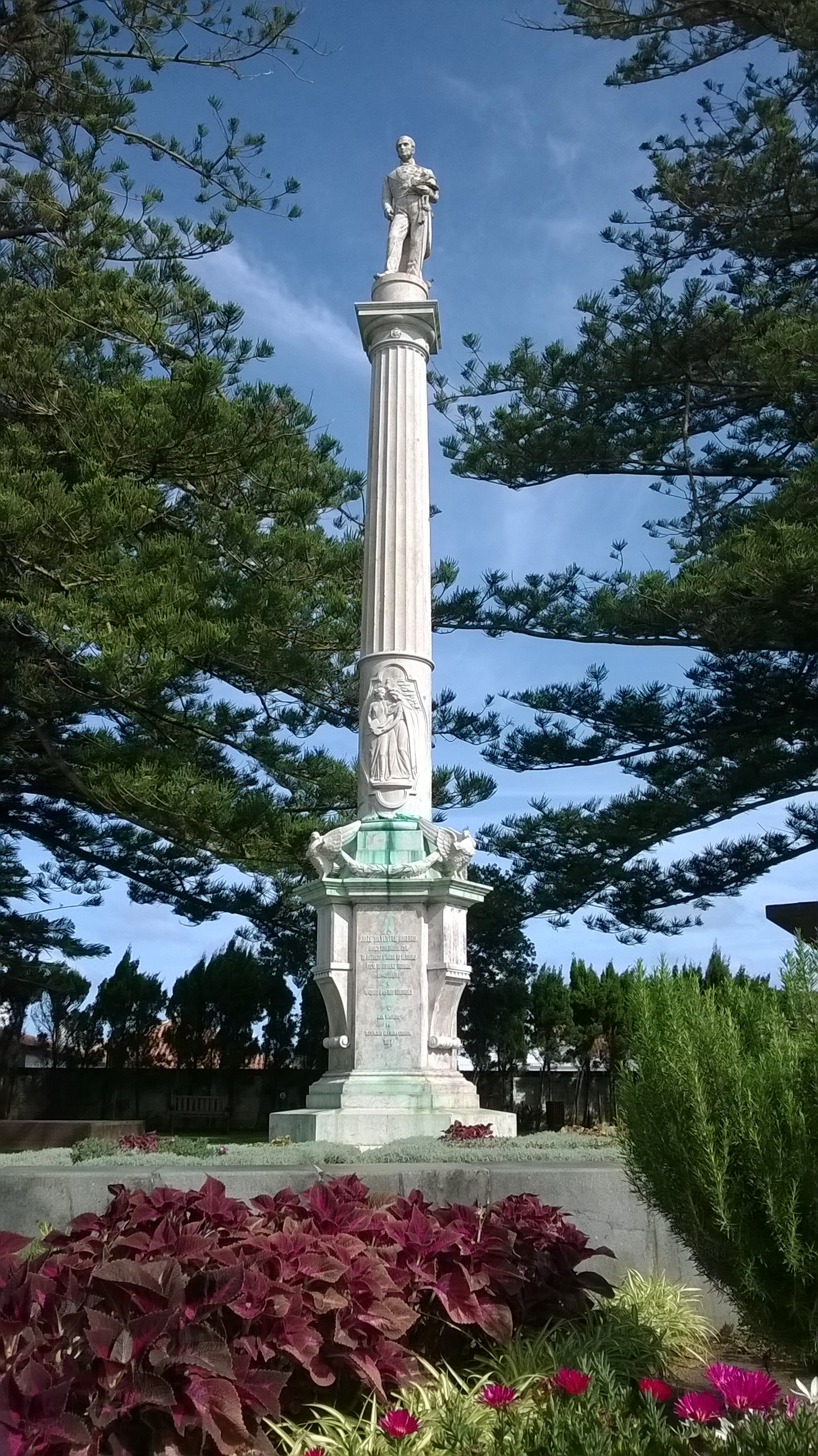
Monumento em homenagem a José Silvestre Ribeiro, Praia da Vitória.

A Estátua de José Silvestre Ribeiro localiza-se no Jardim Silvestre Ribeiro (Jardim Municipal), na freguesia de Santa Cruz, concelho de Praia da Vitória, na ilha Terceira, Região Autónoma dos Açores, em Portugal.
Foi inaugurada em 31 de dezembro de 1879 em homenagem ao antigo Governador José Silvestre Ribeiro, como agradecimento pelo trabalho desenvolvido no socorro à população do Ramo Grande em consequência da crise sísmica ocorrida de 12 a 15 de junho de 1841 - a segunda caída da Praia - e no processo de reconstrução da cidade, onde levou a cabo um cuidadoso planeamento artístico e arquitetónico.
Nascido em Idanha-a-Nova a 3 de dezembro de 1807, Silvestre Ribeiro foi um distinto político e historiador. Foi ainda administrador geral de vários distritos, Ministro da Justiça, deputado e par do Reino. Foi o fundador da Biblioteca Municipal, a que também lhe dá nome, e da qual foi um dos seus principais benfeitores.